# Duck TV
A Duck TV (korábban Bebe TV) egy szlovák rajzfilmcsatorna, amelyet 2007. május 16-i indulásakor a UPC Magyarország, Románia, Szlovákia és Csehország szolgáltatott. Azóta a következő országokban is megtalálható: Lengyelország, Bulgária, Szerbia, Horvátország, Koszovó, Montenegró, Málta, Ciprus, Litvánia, Hollandia, Belgium, Luxemburg és Németország. Törökországban 2008. szeptember 25-étől működik.
2011. januárjától lett a televízió neve ducktv. Magyarországon és Romániában a Tematic Cable terjeszti.

## Műsorok
A csatorna műsorait 6 hónapos és 3 éves kor közöttieknek készíti. Műsorai teljesen erőszak- és reklámmentesek, Európa legszínvonalasabb stúdióiban készítik őket gyermekpszichológusok szigorú felügyelete mellett.
- ...és te honnan jöttél?
- ABC – Duck-BC
- Afrika
- Alakul!
- Albert megmagyarázza
- Állatkert
- Álmok hangjai
- A szivárvány felett
- A természet játékai
- Az állatok birodalma
- Az én Duck TV-m
- Az erdész
- Az étterem
- Babacsapat
- Boldog Birodalom
- Bundás barátok
- China Tour
- Cica és a ceruza
- Cirkusz
- Csoportok
- Didi baba
- Ding – Dang – Dong
- Dinóvilág
- Dolgos törpök
- Duck Shool
- Egérlyuk
- Édes élet
- Élet a városban
- Éjszakai csillagok
- Építsünk tájat!
- Finn és Fianna
- Formák kicsiknek
- Fürdőszoba
- Gallus, a csibe
- Gyurmavilág
- Hangszerek
- Henry történetei
- Hódcsalád
- Hop-hop!
- Hubbi elintézi
- Hubbi és barátai
- Henry és Lona
- Indi
- India
- Járművek
- Játékaim-barátaim
- Játékgyár
- Játékidő
- Játékos hangok
- Játszótársak
- Jön, segít a babacsapat
- Kaktusz
- Kirakós
- Körülöttünk a hanguk
- Kukucs, látlak!
- Kit és kate
- Lajka, az űrkutya
- Lássuk az állatokat!
- Leon-ART
- Lola és a számok
- Manó
- MANONANO
- Manó világ
- Margó és Féix
- Mesegyapjú
- Meselánc
- Micsoda látvány!
- Mi segítünk
- Mimo és Bobo
- Mimo világa
- Minél magasabbra, annál jobb! / Hadd nézzem csak!
- Mini melódiák
- Miyu és Litto
- Monica & Rudy
- Mozgás
- Múzeumban
- Napfalva
- Naptár
- Ogan
- Oli – A természet körforgásai
- Panni és Fanni
- Pici Party
- Pixie 2
- Puffy és Tubby
- Raul
- Risto Gusto
- Sippi Sappi
- Sport, sport, sport!
- Szafari
- Szelek szárnyán
- Szerepjáték
- Színkerék
- Szín-parádé
- Színvarázs
- Szórt képek
- Táncok
- Táncoló arcok
- Tangram
- Te mit dolgozol?
- Tengeri kalandok
- Tudásfa
- Tűzoltók
- Televíziós vásárlási műsorablak
- Tóparti játékok
- Új dimenziók
- Utazunk!
- Űrbeli kalandorok
- Vár az űr
- Varázsló kezek
- Világ bölcsi
- Vízivilág
- Vonat
- Zack és Ziggy
- Zöldségek

## Fordítás
- Ez a szócikk részben vagy egészben  a   Duck TV című angol Wikipédia-szócikk fordításán alapul.  Az eredeti cikk szerkesztőit annak laptörténete sorolja fel. Ez a jelzés csupán a megfogalmazás eredetét és a szerzői jogokat jelzi, nem szolgál a cikkben szereplő információk forrásmegjelöléseként.
- Ez a szócikk részben vagy egészben  a   Duck TV című török Wikipédia-szócikk fordításán alapul.  Az eredeti cikk szerkesztőit annak laptörténete sorolja fel. Ez a jelzés csupán a megfogalmazás eredetét és a szerzői jogokat jelzi, nem szolgál a cikkben szereplő információk forrásmegjelöléseként.
- Ez a szócikk részben vagy egészben  a   Duck TV című lengyel Wikipédia-szócikk fordításán alapul.  Az eredeti cikk szerkesztőit annak laptörténete sorolja fel. Ez a jelzés csupán a megfogalmazás eredetét és a szerzői jogokat jelzi, nem szolgál a cikkben szereplő információk forrásmegjelöléseként.